# Henri-Zéphir-Clément Mouflard
Henri-Zéphir-Clément Mouflard, francoski general, * 1883, † 1969.